# Aneura serrulata
Aneura serrulata là một loài rêu trong họ Aneuraceae. Loài này được Gottsche ex Stephani mô tả khoa học đầu tiên năm 1917.